# Ha (ägyptische Mythologie)
Ha ist der Name einer altägyptischen Gottheit. Er war der Gott des Westgebirges sowie der Wüste und wurde neben Min seit dem Alten Reich auch als Fruchtbarkeitsgott verehrt.

## Darstellung
Ha wird meistens in Menschengestalt, seltener als Mumie oder als Falke dargestellt. Er erscheint als Mann im Lendenschurz und mit Beutelperücke, auf seinem Kopf trägt er das Zeichen für „Bergland“ (Gardiner-Zeichen N25; eine Bergreihe mit drei Gipfeln). Im Mittleren Reich trägt Ha als thronende Mumie symbolisch die Hieroglyphe des Fremdlandes auf dem Kopf, ab dem Neuen Reich konnte er auch in anderen Erscheinungsformen auftreten. Gelegentliche Abbildungen zeigen ihn auch mit einem Messer und einem Bogen.

## Mythologie
Ha war ein Wüsten- und Berggott, ähnlich den Göttern Asch und Seth. Er war lokaler Schutzpatron der westlichen Fayyum-Oasen und deren Quellen. Damit war er gewissermaßen noch das „westliche Gegenstück“ zu Sopdu, dem Herrn der Ostwüste. Er war der Hauptgott des 7. unterägyptischen Gaues. In der ersten Zwischenzeit wurde er zum Schutzgott der Wüste und galt nun als Gefährte von Sopdu und Dedun. Das ihm zu Ehren begangene Fest des Ha ist seit dem Neuen Reich für den 10. Achet I bezeugt.

## Belege
Has Ursprünge liegen im Dunkeln. Er könnte bereits in prädynastischen Epochen verehrt worden sein: auf dem Prunkkeulenknauf des Königs Skorpion II. (ausgehende Naqada-III-Epoche) erscheint eine Prozession aus Götterstandarten. Eine dieser Standarten trägt das Bergland-Symbol. Während des Alten Reiches wird er fast gar nicht mehr erwähnt, bis er im Mittleren Reich wieder auftaucht. In dieser Zeitspanne scheint er den Oasengott Asch verdrängt zu haben, denn Letzter wird seitdem nicht mehr erwähnt oder abgebildet.
Im Jahr 2006 wurde eine neu entdeckte Dinosaurierart nach Ha benannt: Hagryphus. Der Name bedeutet übersetzt „Greif des Ha“.